# 第349步兵師 (德國國防軍)
德國國防軍陸軍第349步兵師（德語：349. Infanterie-Division）是納粹德國國防軍陸軍的一個步兵師。該師於1943年11月組建。
該師組建後，在法國駐紮。1944年4月，該師調往東線，此後一直在當地作戰。
該師於1944年6月利沃夫-桑多梅日攻勢被殲，同年9月重建，並改編為第349國民擲彈兵師（德語：349. Volksgrenadier-Division），該師改編後，繼續在東線作戰。
該師最後於1945年在海利根貝爾口袋被圍殲。

## 註腳
1. ↑  Mitcham（2007年）